# 174281 Lonsky
174281 Lonsky este o planetă minoră (asteroid) din centura de asteroizi. A fost descoperită pe 30 septembrie 2002 la Ondřejovská hvězdárna⁠(d) de Petr Pravec⁠(d). 
Obiectul prezintă o orbită caracterizată de o semiaxă mare de 2,6168674229449 UAi, o excentricitate de 0,08, o înclinație de 8,1 ° în raport cu ecliptica.